# 波洛 (巴拉奧納省)
18°4′48″N 71°16′48″W / 18.08000°N 71.28000°W
波洛（西班牙語：Polo），是多明尼加共和國的城鎮，位於該國西南部，由巴拉奧納省負責管轄，面積200.61平方公里，每年平均降雨量1,878毫米，2012年人口7,144，人口密度每平方公里36人。